# شلية
شلية بلدية من بلديات ولاية خنشلة تشتهر بجبالها العالية ومنظرها الخلاب في الشتاء حيث الثلج يغطي كل شيء وتمتاز أيضا بشجر الأرز.

## البرية

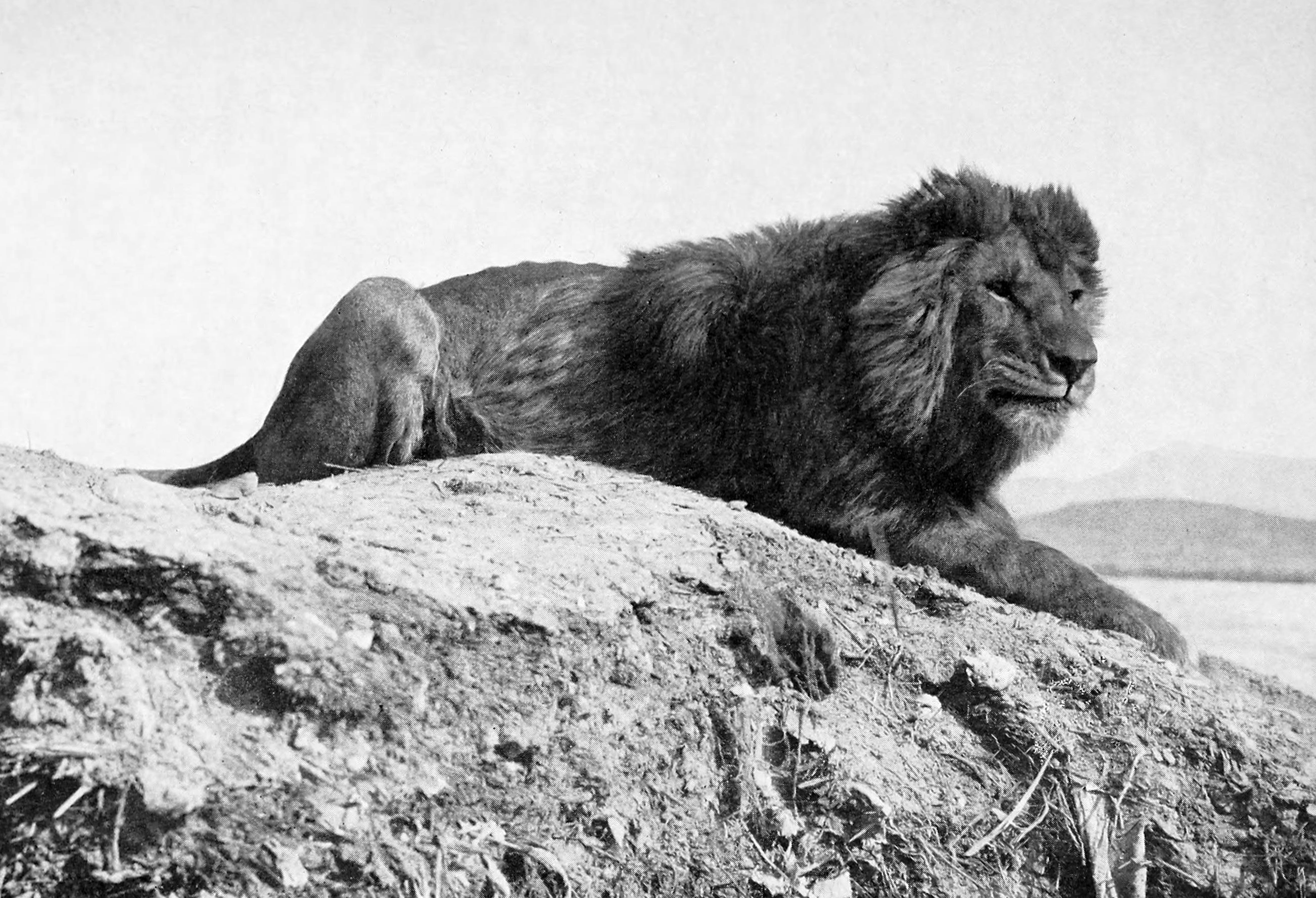
أسد الجزائر، 1893.

الأسد البربري كان موجود في غابات الأرز والجبال بالقرب من شلية، حتى عام 1884 تقريباً.